# Sur le velours
Pour plus de détails, voir Fiche technique et Distribution.
Sur le velours (Living on Velvet) est un mélodrame américain, réalisé par Frank Borzage et sorti en 1935.

## Fiche technique
- Titre original : Living on Velvet
- Titre français : Sur le velours
- Réalisation : Frank Borzage
- Scénario : Jerry Wald et Julius J. Epstein
- Direction artistique : Robert M. Haas
- Costumes : Orry-Kelly
- Photographie : Sid Hickox
- Montage : William Holmes
- Musique : Leo F. Forbstein
- Production : Frank Borzage
- Société de production : First National Productions Corporation
- Sociétés de distribution : First National Pictures, The Vitaphone Corporation
- Pays d’origine :  États-Unis
- Langue : anglais
- Format : Noir et blanc - 35 mm - 1,37:1 -  Son Mono
- Genre : mélodrame
- Durée : 80 minutes
- Dates de sortie :
  - États-Unis : 2 mars 1935
  - France : 30 juillet 1935

## Distribution
- Kay Francis : Amy Prentiss
- Warren William : Walter Pritcham, alias Gibraltar
- George Brent : Terrence Clarence (Terry) Parker
- Helen Lowell : Tante Martha
- Henry O'Neill : Thornton
- Russell Hicks : le Major sur le terrain d'aviation
- Maude Turner Gordon : Mme Parker
- Samuel S. Hinds : M. Parker
- Martha Merrill : Cynthia Parker
- Edgar Kennedy : le serveur

Acteurs non crédités :
- William Bailey : Ted Drew
- Harry Holman : Barman
- Niles Welch : Aide du major